# Cachoeiras Esporte Clube
Cachoeiras Esporte Clube é uma agremiação esportiva da cidade de Cachoeiras de Macacu, no estado do Rio de Janeiro, fundada a 3 de agosto de 2007.

## História

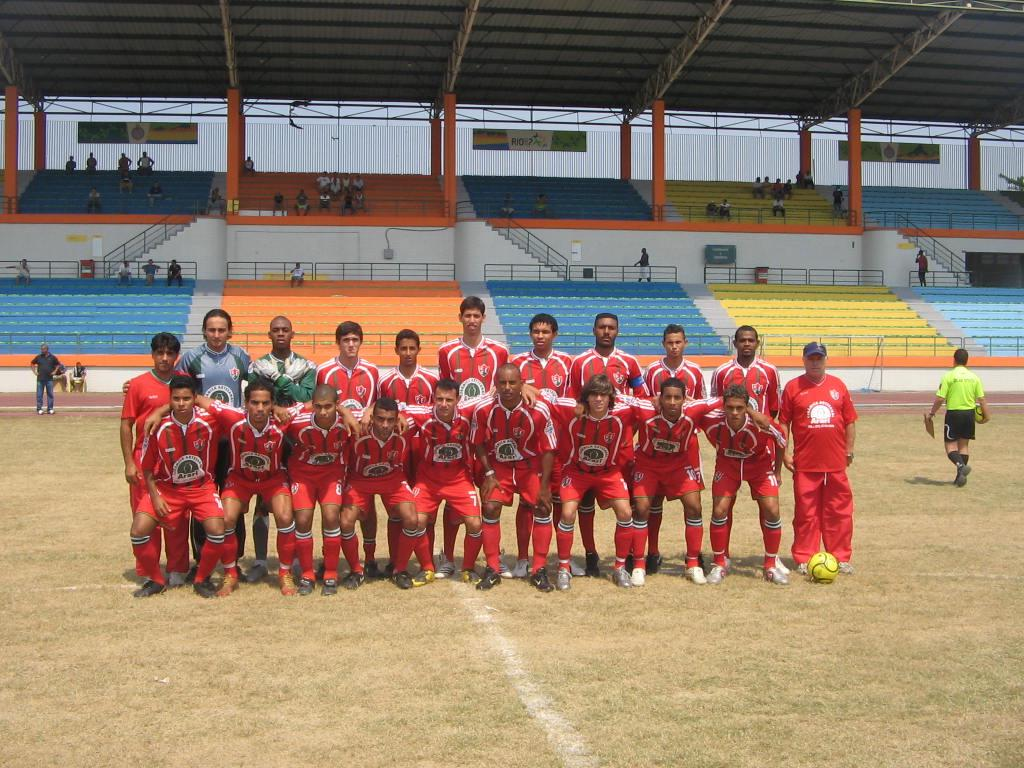
Cachoeiras Esporte Clube, em 2007.

Formado como clube-empresa, o Cachoeiras, das cores verde, branco e vermelho, se filiou no mesmo ano de sua criação à FFERJ. Não havia disputado nenhum certame promovido pela liga amadora de sua cidade.
Seu primeiro campeonato disputado foi o Torneio Otávio Pinto Guimarães de Juniores, promovido pela federação, em 2007, quando conseguiu a classificação para a segunda fase em segundo lugar, ao ficar atrás apenas do Esporte Clube Tigres do Brasil e superar Clube de Futebol Rio de Janeiro e Canto do Rio Football Club. Na segunda fase acaba eliminado.
Em âmbito profissional disputou o Campeonato da Terceira Divisão de Profissionais no mesmo ano. Na primeira fase se classificou em terceiro lugar, sendo superado por Itaboraí Futebol Clube e Teresópolis Futebol Clube, mas à frente de Nova Friburgo Futebol Clube e Faissal Futebol Clube. Na seguinte acabou eliminado, ao ficar em último em sua chave, composta de Sendas Pão de Açúcar Esporte Clube e São João da Barra Futebol Clube, que se classificaram, além do Campo Grande Atlético Clube, que também foi eliminado.
Após essa disputa, se licenciou das competições profissionais. Não disputa atualmente nem mesmo o campeonato da liga local.
A agremiação não deve ser confundida com o Esporte Clube Cachoeirense, que esteve por alguns na Terceira Divisão de Profissionais e hoje disputa as competições amadoras da liga de sua cidade.

## Estatísticas

### Participações
| Competição          | Temporadas | Melhor campanha     | Estreia | Última | P | R |
| ------------------- | ---------- | ------------------- | ------- | ------ | - | - |
| Série B2 do Carioca | 1          | 11º colocado (2007) | 2007    | 2007   | – | – |